# Bernhard Wolff (Unternehmer)
Bernhard Wolff (auch Benda Wolff; * 3. März 1811 in Berlin; † 11. Mai 1879  ebenda) war ein deutscher Unternehmer. In seiner Heimatstadt gründete er die National-Zeitung (1848) und das Wolffsche Telegrafenbüro.

## Leben
Wolff war der zweite Sohn eines jüdischen Bankiers. Er studierte zunächst in Berlin sowie Halle (Saale) Medizin und gründete 1825 in Berlin eine Verlagsbuchhandlung. Später wurde Wolff Geschäftsführer der Vossischen Zeitung und gründete 1848 die National-Zeitung, die er 1850 erwarb und bis zu seinem Tode leitete. Von 1849 bis 1871 leitete er auch deren Telegrafenbüro.
Am 27. November 1849 gründete Wolff das Telegraphische Correspondenz-Bureau. Dies war die erste deutsche und eine der ersten Nachrichtenagenturen in Europa. Sie wurde am 1. Mai 1865 in eine Kommanditgesellschaft umgewandelt und der Name in Wolffs Telegraphisches Bureau geändert. 1870 schloss er der britischen Nachrichtenagentur Reuters und der französischen Havas Kartellverträge, in den weltweiten Markt aufteilten; dabei übernahm W.T.B. den nord- und osteuropäischen Raum. 

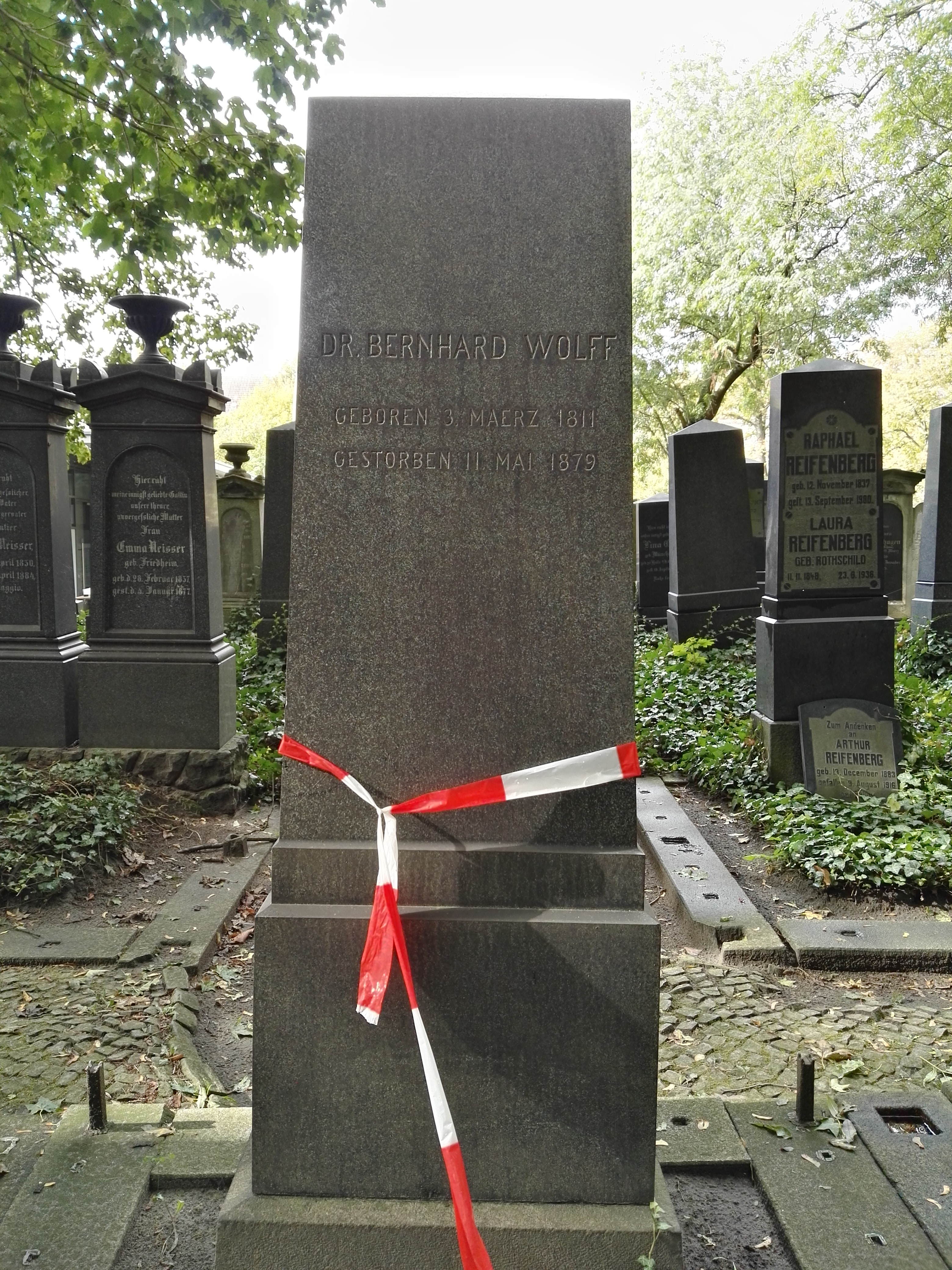
Grab

Er ist auf dem Jüdischen Friedhof Schönhauser Allee bestattet.